# (149976) 2005 UO6
2005 يو أو 6 (ويعرف أيضًا باسم (149976) 2005 يو أو 6 وفق تسمية الكوكب الصغير) (بالإنجليزية: 2005 UO6)‏ هو كويكب ضمن حزام الكويكبات؛ وترتيبه 149976 من حيث الاكتشاف.
اكتُشف هذا الجُرم الفلكي بواسطة جيمس ويتني يونغ في 24 أكتوبر 2005.

## وصلات خارجية
- (149976) 2005 UO6 في قاعدة بيانات مختبر الدفع النفاث لأجرام النظام الشمسي الصغيرة

- الاكتشاف · مخطط المدار ·  العناصر المدارية · المعلمات المادية

- (149976) 2005 UO6 على موقع ويكي سكاي: DSS2, SDSS, GALEX, IRAS, Hydrogen α, X-Ray, Astrophoto, Sky Map, Articles and images